# Pompă de căldură
O pompă de căldură este o instalație care, consumând lucru mecanic, transferă căldură de la o sursă cu temperatură mai joasă (mai rece) la alta cu temperatură mai înaltă (mai cald). Cantitatea de căldură transmisă sursei calde este mai mare decât lucrul mecanic consumat. Aceste instalații se folosesc în general pentru încălzire.

## Pompa de căldură
Pompa de căldură este un dispozitiv cu ajutorul căruia se poate transmite căldură de la o sursă cu temperatură mai mică la o altă, cu temperatură mai mare, consumând lucru mecanic. Transferul se face în sens invers direcției naturale de trecere a căldurii. Cele mai comune exemple de astfel de pompe se regăsesc în aparate de aer condiționat și sisteme de încălzire.
Funcționarea pompelor de căldură se bazează pe proprietățile unui fluid la schimbarea stării de agregare, mai precis la condensare și vaporizare. Cel mai adesea pompele de căldură extrag căldura din aer sau pământ, motiv pentru care unele din ele nu mai lucrează eficient când temperatura mediului scade sub -5 °C.

## Principiu de funcționare
În conformitate cu principiul al doilea al termodinamicii, căldura nu poate „trece” spontan dintr-o zonă mai rece într-o zonă mai caldă; pentru asta este necesar un consum de lucru mecanic.
Având în vedere că pompa de căldură sau frigiderul consumă un anumit lucru mecanic pentru a realiza transferul, căldura dedată sursei calde este mai mare decât cea preluată din sursa rece. 
Pompele de căldură funcționează pe baza proprietăților fizice ale unui fluid, agentul frigorific, atunci când acesta trece prin procese de vaporizare și de condensare.

Reprezentare schematică a ciclului de funcționare prin vaporizare-condensare pentru o pompa de căldură: 1) condensator, 2) ventil de laminare, 3) vaporizator, 4) compresor.

Fluidul de lucru, în stare gazoasă, este comprimat de un compresor. La ieșirea din compresor, gazul acum fierbinte și sub presiune mare se răcește în condensator, cedând căldură sursei calde, și condensându-se într-un lichid aflat la o presiune mare și o temperatură moderată. Agentul frigorific condensat trece apoi printr-un dispozitiv de scădere a presiunii, un ventil de laminare, un tub capilar, sau eventual un detentor (dispozitiv care extrage lucru mecanic, cum ar fi o turbină). După acest dispozitiv, refrigerentul, aflat acum sub formă de vapori cu titlu relativ mic, trece prin "vaporizator", în care se vaporizează absorbind căldură din sursa rece. Fluidul revine astfel la compresor și ciclul se repetă.
Într-un astfel de sistem este esențial ca agentul frigorific să ajungă la o temperatură suficient de mare atunci când este comprimat, deoarece conform legii a doua a termodinamicii căldura nu poate trece de la sine dintr-o zonă rece în una mai caldă. Practic, acest lucru înseamnă că agentul frigorific trebuie să ajungă la o temperatură mai mare decât cea a zonei calde din jurul condensatorului. Similar, după destindere amestecul condensat trebuie să ajungă la o temperatură suficient de scăzută pentru a putea absorbi căldură din zona rece, adică condensatul trebuie să fie mai rece decât mediul din jurul vaporizatorului (de obicei mediul ambiant). Diferența de presiune trebuie să fie suficient de mare pentru ca refrigerentul să se condenseze în zona caldă și să se poată vaporiza în zona rece cu presiune mică. Cu cât se dorește o diferență de temperatură mai mare, cu atât diferența de presiune necesară va fi mai mare, prin urmare este necesară mai multă energie pentru a comprima refrigerentul. Astfel, în cazul tuturor pompelor de căldură, eficiența energetică (cantitatea de căldură transmisă sursei calde pentru o unitate de lucru mecanic consumat) scade cu creșterea diferenței de temperatură.
Aparatele de aer condiționat precum și unele sisteme de încălzire sunt aplicații obișnuite care utilizează această tehnologie. Datorită necesarului foarte variat de temperaturi și de presiuni, sunt disponibili mulți agenți frigorifici diferiți. 
În aplicații din domeniul climatizării, o pompă de căldură se referă în mod normal la un dispozitiv de vaporizare–condensare care include o supapă de inversare și schimbătoare de căldură optimizate, astfel încât direcția fluxului de căldură poate fi inversată. Prin intermediul supapei se selectează direcția pe care circula agentul refrigerent pe parcursul unui ciclu și prin urmare, pompa de căldură poate furniza unei clădiri fie încălzire fie răcire. În climatele mai reci setarea implicită a supapei este de încălzire, în timp ce setarea implicită în climatele calde este de răcire. Pentru că cele două schimbătoare de căldură, condensator și vaporizator, trebuie să-și schimbe între ele funcțiile, ele sunt optimizate pentru a lucra în mod corespunzător în ambele moduri. Ca atare, eficiența unei pompe de căldură reversibilă este de obicei puțin mai mică decât cea a două mașini separate optimizate pentru o singură funcție.

## Agenți frigorifici
Până în anii 1990, agenții frigorifici folosiți cu preponderență erau clorofluorocarburi (freoni), cum ar fi R12, parte din clasa fluorurilor clasice. Producția acestor agenți a fost oprită în 1995 datorită impactului negativ pe care aceștia îl aveau asupra stratului de ozon. Au fost înlocuiți cu hidroclorofluorocarburi, mai cunoscute ca R134a. Acești agenți au înlăturat problemele legate de instabilitatea clorului la expunerea la ultraviolete, dar aveau eficiență mai scăzută comparativ cu R12, necesitând un aport mai mare de energie mecanică. În aceeași perioadă s-au mai introdus amoniacul (NH3) și propanul sau butanul, mai puțin corozivi dar inflamabili.
Începând cu anul 2001 s-a introdus dioxidul de carbon, cunoscut ca R744. În aplicații rezidențiale și comerciale hidroclorofluorocarburile, R22, sunt în continuare răspândite, deși utilizarea hidrofluorocarburilor este în creștere, fiind considerați freoni de substituție definitivă pentru că nu conțin clor și astfel nu dăunează deloc stratului de ozon. În aparate cu ciclu Stirling sunt folosiți ca agenți refrigerenți hidrogenul, heliul, azotul și chiar aerul, fiind astfel aparatele cele mai prietenoase pentru mediu. Cele mai recente aparate încearcă folosirea izobutanului, R600A, un agent ce nu distruge stratul de ozon și este considerat ”verde”.

## Tipuri de pompe de căldură
Cele două tipuri principale de pompe de căldură sunt pompele de căldură cu compresiune mecanică și pompele de căldură cu absorbție (cu compresiune termochimică). Pompele de căldură cu compresiune mecanică funcționează întotdeauna folosind energia mecanică (obținută de obicei cu motoare electrice), în timp ce pompele de căldură cu absorbție pot funcționa și cu căldura unei surse de energie (din energie electrică sau combustibili).
În funcție de sursele de căldură (surse reci) folosite pompele de căldură pot fi:
- pompe de căldură cu sursa aerul (extrag căldura din aerul exterior)

- pompe de căldură aer-aer (transferă căldura aerului din interior)
- pompe de căldură aer-apă (transferă căldura unui rezervor de apă)

- pompe de căldură geotermale (extrag căldura din sol sau din surse similare)

- pompe de căldură geotermale-aer (transferă căldura aerului din interior)

- pompe de căldură sol-aer (solul este sursa de căldură)
- pompe de căldură rocă-aer (roca este sursa de căldură)
- pompe de căldură apă-aer (un strat acvifer este sursa de căldură)

- pompe de căldură geotermale-apa (transferă căldura unui rezervor de apă)

- pompe de căldură sol-apă (solul este sursă de căldură)
- pompe de căldură roca-apă (roca este sursă de căldură)
- pompe de căldură apă-apă (un strat acvifer este sursa de căldură)

La pompele de căldură cu sursa aerul, vaporizatorul este voluminos și trebuie instalat afară.

La pompele de căldură geotermale este nevoie de foraje.